# Maria Lewicka (psycholog)
Maria Antonina Lewicka (ur. 14 czerwca 1949) − polska profesor i psycholog, kierowniczka Katedry Psychologii Wydziału Humanistycznego Uniwersytetu Mikołaja Kopernika, zajmująca się racjonalnością myślenia i działania, procesami wartościowania i psychologią środowiskową. 

## Kariera naukowa
Studia wyższe ukończyła w 1972 roku w Instytucie Psychologii Uniwersytetu im. Adama Mickiewicza w Poznaniu. W roku 1978 uzyskała stopień doktora nauk humanistycznych w zakresie psychologii ze specjalnością psychologia społeczna na Wydziale Psychologii Uniwersytetu Warszawskiego. Promotorem pracy doktorskiej był Janusz Reykowski. Na tym samym wydziale w 1993 roku uzyskała stopień doktora habilitowanego za rozprawę pt. Aktor czy obserwator? Psychologiczne mechanizmy odchyleń od racjonalności w rozumowaniu potocznym. Od 1996 roku jest profesorem nadzwyczajnym na Wydziale Psychologii UW. Członek Komitetu Nauk Psychologicznych Polskiej Akademii Nauk.
W 2008 roku otrzymała nagrodę im. J. P. Codola za wkład w rozwój psychologii społecznej w Europie. W 2022 została członkinią Academia Europaea. W 2023 otrzymała Nagrodę Fundacji na rzecz Nauki Polskiej w obszarze nauk humanistycznych i społecznych za sformułowanie i weryfikację psychologicznego modelu przywiązania do miejsca i pamięci miejsca. 

## Wybrane publikacje
- Lewicka, M. (1988). On subjective and objective anchoring of cognitive acts. How behavioural valence modifies reasoning schemata. In: W.J. Baker, L.P. Mos, H.V. Rappard, H.J. Stam (Eds.), Recent Trends in Theoretical Psychology. Springer-Verlag.(pp. 285–301) LINK PDF
- Lewicka, M. (1993). Aktor czy obserwator? Psychologiczne mechanizmy odchyleń od racjonalności w rozumowaniu potocznym. Warszawa-Olsztyn: PTP.
- Lewicka, M. (1997). Is hate wiser than love? Cogntive and emotional utilities in decision making. W: R. Ranyard, R. Crozier, O. Svenson (Eds.), Decision making: Cognitive models and explanations. London: Routledge.
- Lewicka, M. (1998). Confirmation bias: cognitive error or adaptive strategy of action control? W: M. Kofta, G. Weary, G. Sędek (Ed.), Personal control in action: Cognitive and motivational mechanisms (ss. 233-258). New York: Plenum.
- Lewicka, M. (2000). Procesy atrybucji. W: J. Strelau (Red.), Psychologia: Podręcznik akademicki tom 3 (ss. 45-68). Gdańsk: Gdańskie Wydawnictwo Psychologiczne.
- Lewicka, M. (2000). Myślenie i rozumowanie. W: J. Strelau (Red.), Psychologia: Podręcznik akademicki, tom 2 (ss. 275-316). Gdańsk: Gdańskie Wydawnictwo Psychologiczne.
- Lewicka, M. (2002). Daj czy wypracuj? Sześcienny model aktywności. W: M. Lewicka, J. Grzelak. (red.) Jednostka i społeczeństwo: Podejście psychologiczna. Gdańsk: Gdańskie Wydawnictwo Psychologiczne.
- Lewicka, M. (2008). Dwuścieżkowy model aktywności społecznej: Kapitał społeczny czy kulturowy? W: D. Rutkowska, A. Szuster (red.), Różne oblicza altruizmu (s. 245-275). Warszawa: Wydawnictwo Naukowe "Scholar"
- Lewicka, M., Bańka, A. (2008). Psychologia środowiskowa. W: D. Doliński, J. Strelau (red.), Psychologia. Podręcznik akademicki (s. 497-544). Sopot: Gdańskie Wydawnictwo Naukowe
- Lewicka, M. (2008). Kapitał kulturowy a kapitał społeczny człowieka: kooperacja czy antagonizm? W: W. Ciarkowska, W. Oniszczenko (red.), Szkice z psychologii różnic indywidualnych (s. 192-208). Warszawa: Wydawnictwo Naukowe „Scholar”.
- Lewicka, M. (2011). O prawdziwej roli zaufania w motywowaniu ludzi do aktywności społecznej. W: J. Czarnota-Bojarska i I. Zinserling (red.). W kręgu najistotniejszych zagadnień psychologii społecznej. Warszawa: Wydawnictwa Uniwersytetu Warszawskiego.[5]

## Współpraca międzynarodowa
Prowadziła wykłady w USA i Kanadzie (University of Washington, Seattle; Indiana University, Bloomington; Carleton University, Ottawa, Canada; Brock University, St. Catharines, Canada; Waterloo University, Waterloo, Canada; Wisconsin, Madison, USA; Birmingham University, Alabama, USA) oraz wykłady na uniwersytetach europejskich (Leuven, Utrecht,Tilburg, Stockholm, Goeteborg, Bergen, Tromsoe, Praga, Bratislava, Lviv, Kiev.